# Aeropuerto Triestatal
El Aeropuerto Triestatal (del inglés: Tri-State Airport) (IATA: HTS, OACI: KHTS, FAA LID: HTS) es un aeropuerto público en el Condado de Wayne, Virginia Occidental, Estados Unidos, a tres millas al sur de Huntington, Virginia Occidental, cerca de Ceredo y Kenova. Propiedad de la Autoridad Aeroportuaria Tri-State, sirve a Huntington; Ashland, Kentucky; e  Ironton, Ohio. Tiene un uso intensivo para la aviación general y, tras la retirada de Delta Air Lines en junio de 2012, quedó reducido a dos aerolíneas, una de las cuales ofrece servicio de conexión a nivel nacional. Además, hay una aerolínea de carga que vuela al aeropuerto, para un total de tres aerolíneas comerciales que lo atienden. El 2 de agosto de 2021, se anunció un subsidio federal para subvencionar los vuelos a los aeropuertos de Washington-Dulles y Chicago-O'Hare. Aún no se sabe qué aerolínea operará los vuelos.
Los registros de la Administración Federal de Aviación indican que el aeropuerto tuvo 115,263 embarques de pasajeros en el año calendario 2010, un 10.9 % más que en 2009. El Plan Nacional de Sistemas Aeroportuarios Integrados de la Administración Federal de Aviación (FAA) para 2017-2021 lo clasificó como una instalación de servicio comercial primario no central.
Los primeros vuelos de aerolínea fueron los DC-3 de Piedmont a fines de 1952; Eastern y Allegheny llegaron en 1953. Eastern se fue a fines de 1972; Piedmont y Allegheny permanecieron hasta la fusión de 1989. Los primeros aviones a reacción fueron los 737 de Piedmont en 1969 (la pista tenía entonces 5280 pies).
Eastern Airlines brindó servicio de aviones a reacción a partir del 1 de julio de 1968 utilizando un avión a reacción DC-9. Según el horario de Eastern Airlines, vigente desde el 21 de junio de 1968, la ruta era LEX-HTS-EWR. HTS tenía otras 5 EA en el mismo horario, una en un Lockheed Electra y las otras 4 en Convair 440. En 1970, todos los vuelos se realizaban con 727, uno operaba una ruta SDF-LEX-HTS-CRW-DCA.
El aeropuerto es el segundo aeropuerto más transitado de Virginia Occidental después del Aeropuerto Internacional Yeager en Charleston, Virginia Occidental. El aeropuerto Huntington Tri-State tiene la segunda pista más larga de Virginia Occidental.  El aeropuerto está reemplazando las luces de la terminal y los hangares con luces LED a partir de noviembre de 2021.

## Instalaciones
El aeropuerto cubre 526 ha (1300 acres) a una altitud de 252 m (828 pies). Tiene una pista de asfalto, 12/30, de 2139 x 46 m (7017 por 150 pies).
En el año que finalizó el 31 de diciembre de 2022, el aeropuerto tuvo 11,114 operaciones de aeronaves, un promedio de 30 por día: 54% aviación general, 25% taxi aéreo, 16% aerolíneas y 5% militares. En diciembre de 2022, 36 aeronaves estaban basadas en el aeropuerto: 26 monomotores, 6 multimotores, 2 jets y 2 ultraligeros. El aeropuerto tiene el único centro de operaciones del Boeing 757 de FedEx en Virginia Occidental.

## Aerolíneas y destinos

### Pasajeros
| Aerolíneas     | Destinos |
| -------------- | --- |
| Allegiant Air  | Destin–Fort Walton Beach, Fort Lauderdale, Orlando/Sanford, Punta Gorda (FL), San Petersburgo/Clearwater Estacional: Myrtle Beach |
| American Eagle | Charlotte |

### Carga
| Aerolíneas    | Destinos |
| ------------- | -------- |
| FedEx Express | Memphis  |